# Маринко Чавара
Маринко Чавара (Бусовача, 2. фебруар 1967) хрватски је политичар у Босни и Херцеговини, потпредсједник ХДЗ-а БиХ и предсједник Федерације Босне и Херцеговине.

## Младост
Маринко Чавара је рођен у Бусовачи у породици Нике и Анше. У Бусовачи је завршио основну школу 1981, а средњу машинску школу 1985. На Машински факултет у Зеници уписао се 1987. и дипломирао 1991.
Током 1991. радио је као професор стручне групе предмета машинства и физике у средњој школи у Бусовачи. Идуће године постао је директор поште. У вријеме Рата у БиХ радио је као општински повјереник за ратну производњу и дјелатнике ратне производње за Средњу Босну, а био је и начелник општинске Цивилне заштите.

## Политичка каријера
Чавара је постао члан ХДЗ-а БиХ 1990, а између 1994. и 1995. био је члан Предсједништва странке.
Након рата, 1996, био је замјеник министра саобраћаја и веза Средњобосанског кантона (СБК) све до 2001, када је укинуто дотично министарство. Након укидања министарства именован је за замјеника директора, а потом и за директора кантоналне Дирекције за цесте и на тој функцији је остао до 2005.
У то вријеме био је и вијећник у Општинском вијећу Бусоваче између 1997. и 2000. На општим изборима 2000. добио је 2.190 гласова и постао посланик у Кантоналној скупштини СБК-а. Двије године касније поновно је изабран за посланика Кантоналне скупштине са 2.350 гласова.
Те године постао је и предсједник Општинског одбора ХДЗ-а БиХ за општину Бусовачу те потпредсједник ХДЗ-а БиХ, а поновно је именован и за члана Предсједништва странке.
Три године касније, 2005, именован је за стручног савјетника хрватског члана Предсједништва БиХ Иве Мире Јовића и на тој функцији остао је до 2006, када је у мају именован за делегата у Дому народа Парламента ФБиХ гдје је остао до општих избора 2006. одржаних у октобру.
На општим изборима 2006. био је кандидат за Представнички дом Парламента ФБиХ. Добио је 3.808 гласова и изабран је за потпредсједавајућег Представничког дома. Поновно је изабран за посланика у Представничком дому Парламента ФБиХ и на општим изборима 2010. са освојних 5.538 гласова. Трећи мандат у Представничком дому Парламента ФБиХ добио је на општим изборима 2014, када је добио 8.683 гласа.

## Лични подаци
Маринко Чавара је ожењен Иванком са којом има троје деце: кћер Монику и синове Бруну и Марка.